# Cheryl Praeger
Pour les articles homonymes, voir Praeger.
Cheryl Elisabeth Praeger (née le 7 septembre 1948 à Toowoomba, Queensland) est une mathématicienne australienne, professeure émérite de mathématiques à l'université d'Australie-Occidentale. Elle est connue pour ses travaux sur la théorie des groupes, la théorie algébrique des graphes et le design combinatoire. 

## Biographie
Cheryl Praeger obtient son diplôme de fin d'études secondaires à la Brisbane Girls Grammar School, dans la banlieue de Brisbane. Après avoir obtenu son diplôme d'études secondaires, Praeger est allée à la section d'orientation professionnelle du gouvernement pour savoir comment elle pourrait poursuivre ses études en mathématiques. L'officier d'orientation professionnelle avec qui elle s'est entretenue a tenté de la décourager d'étudier davantage les mathématiques, suggérant de devenir enseignante ou infirmière parce que deux autres filles qui sont venues le voir pour étudier les mathématiques n'ont pas pu suivre leurs cours. Il lui montra à contrecœur une description de cours d'ingénierie, mais elle sentit qu'elle n'avait pas assez de mathématiques. Elle est donc partie sans avoir obtenu beaucoup d'informations ce jour-là, mais a continué jusqu'à recevoir son BSc (1969) et sa maîtrise (1974) à l'université du Queensland. 
Ayant rencontré plusieurs femmes dans le personnel mathématique pendant ses études de premier cycle, la perspective de devenir mathématicienne ne lui semblait pas étrange. Au cours de ses première et deuxième années, elle a effectué des études approfondies en mathématiques et en physique, choisissant de continuer en mathématiques après sa deuxième année.  Après avoir terminé ses études à l'Université du Queensland, on lui a offert une bourse de recherche à l'Université nationale australienne (ANU), mais a plutôt choisi de prendre la bourse du Commonwealth à l'université d'Oxford et a fréquenté le St Anne's College. À ce moment-là, elle savait qu'elle voulait étudier l'algèbre. 

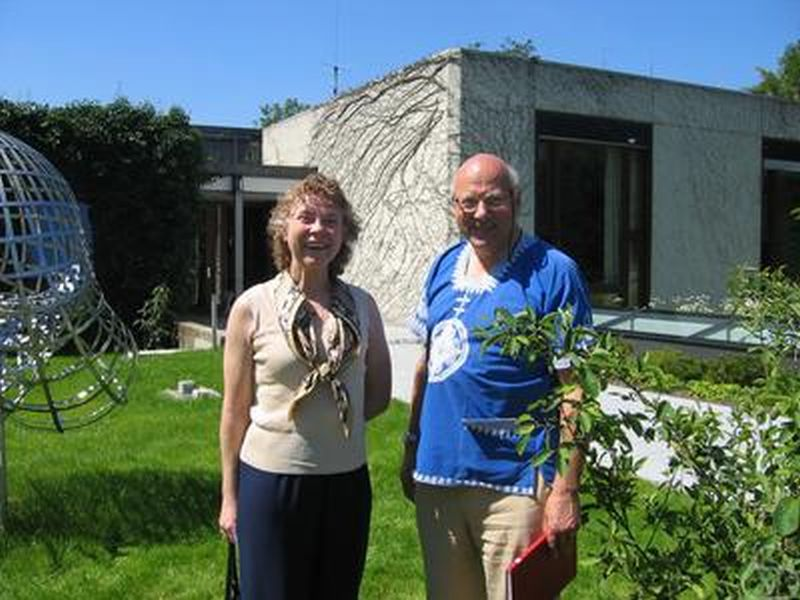
Cheryl Praeger (à gauche) et Peter Neumann (à droite), à Oberwolfach en 2007.

Après avoir obtenu son doctorat en 1973 de l'université d'Oxford sous la direction de Peter M. Neumann, elle a obtenu une bourse de recherche à l'ANU. Elle a eu sa première occasion d'enseigner des cours réguliers à l'université de Virginie pendant le semestre où elle y a travaillé. Elle est ensuite retournée à l'ANU, où elle a rencontré son futur mari, John Henstridge, qui étudie les statistiques. Plus tard, on lui a proposé un poste à court terme à l'université d'Australie-Occidentale, qui s'est transformé en un poste à long terme, où elle travaille actuellement. En 1989, elle a obtenu le diplôme de docteur ès sciences de l'Université d'Australie-Occidentale pour ses travaux sur les groupes de permutation et la théorie algébrique des graphes. 

## Carrière
Sa carrière a été largement consacrée au Département de mathématiques et de statistique de l'Université de Western Australia. Elle a été nommée professeure titulaire en 1983 et directrice du département de mathématiques 1992-1994, première doyenne des études de recherche postdoctorale 1996-1998, présidente du comité des promotions et de la permanence 2000-2004, doyenne adjointe de la faculté de génie informatique et mathématiques 2003-2003. 2006, ARC Professorial Fellow 2007 et ARC Federation Fellow en 2009.  
Au cours de sa carrière, Praeger a été invitée à prendre la parole lors de nombreuses conférences, notamment en Corée du Sud, à Singapour, à Hong Kong, au Maroc, en Slovaquie, en Slovénie, en France, en Allemagne, en URSS, en Belgique, en Iran, en Italie, aux Philippines et au Japon,.  
Praeger est membre de l'Académie australienne des sciences, ancienne présidente de la Société mathématique australienne (1992-1994 et première femme présidente de la Society) et a été nommée membre de l'Ordre d'Australie en 1999 pour ses services aux mathématiques en Australie, notamment à travers des associations de recherche et professionnelles.  
- En 1993, elle a reçu un doctorat honorifique en sciences de l'Université du Prince de Songkla, Thaïlande.
- En 2002, elle est conférencière invitée au Congrès international des mathématiciens à Pékin, avec une conférence intitulée « Permutation groups and normal subgroups ».
- En 2003, elle a reçu la médaille du centenaire du gouvernement australien[4].
- En 2005, elle a reçu un doctorat Honoris Causis de l'Université libre de Bruxelles, Belgique.
- En 2009, elle a été nommée scientifique australienne de l'année en Australie-Occidentale[6].

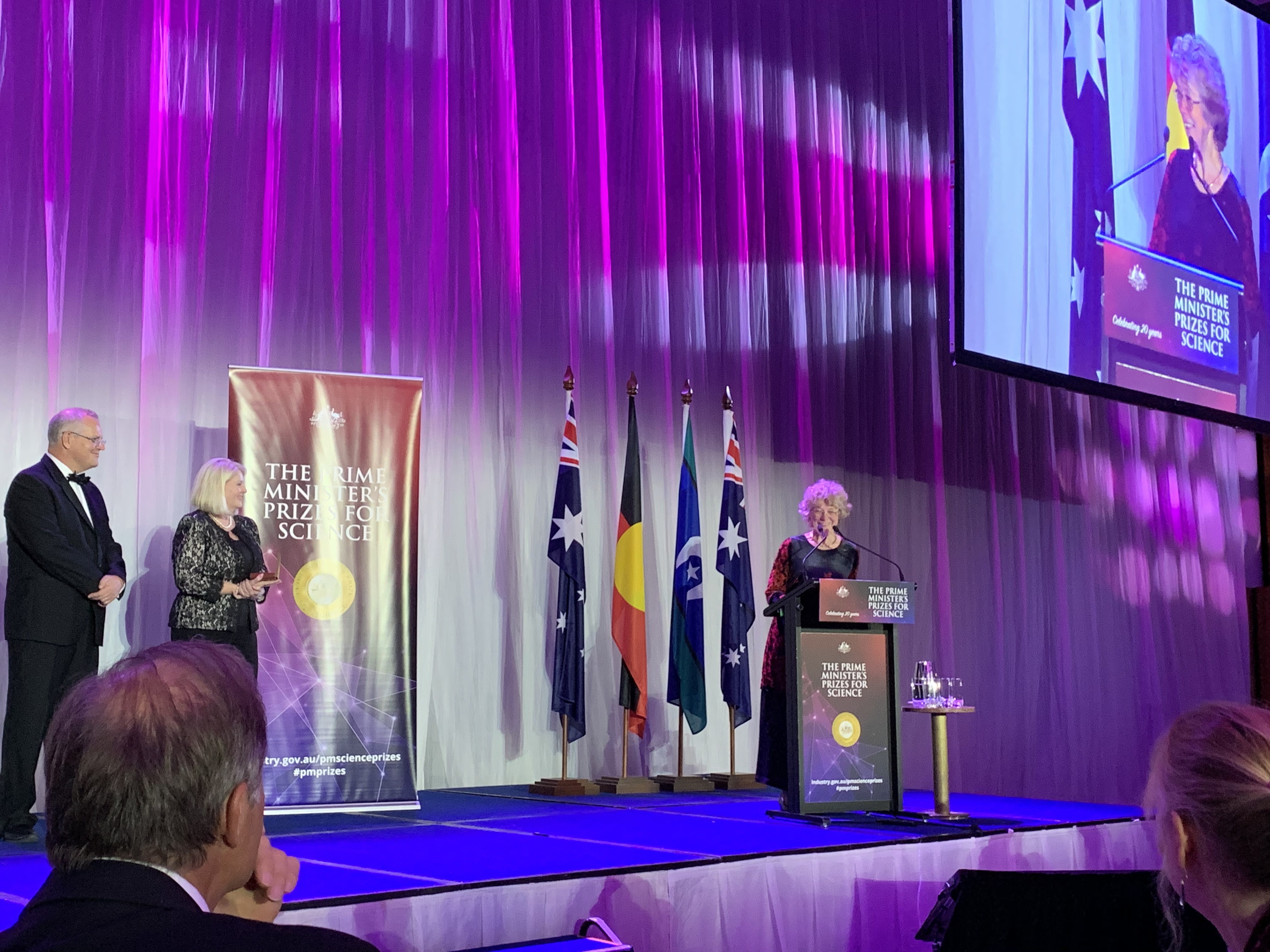
Praeger reçoit le Prix du Premier ministre pour les sciences en 2019.

- En 2011, elle a reçu la médaille Moyal de l'université Macquarie, en Australie (la première femme à recevoir la médaille depuis sa création en 2000).
- Elle a reçu la médaille Euler 2011 de l'Institut de combinatoire et ses applications (présentée en 2017).
- En 2012, elle est devenue membre de l'American Mathematical Society[7].
- En 2013, elle a reçu la médaille Thomas Ranken Lyle de l'Académie australienne des sciences (la première femme à recevoir la médaille depuis sa création en 1935).
- En 2014, elle a reçu la médaille George Szekeres de la Société mathématique australienne (la première récipiendaire féminine de la médaille depuis sa création en 2002).
- En 2014, elle a été élue membre honoraire de la London Mathematical Society[8].
- En 2015, elle a reçu un doctorat honorifique en enseignement des mathématiques de l'université Yazd (en), en Iran.
- En 2015, elle a reçu le prix Mehdi Behzad de la Iranian Mathematical Society, pour la gestion en mathématiques.
- En 2015, elle a reçu un doctorat honorifique en sciences de l'Université de Saint Andrews, en Écosse.
- En 2015, elle a été intronisée au Temple de la renommée des femmes de l'Australie occidentale et au Temple de la renommée des sciences de l'Australie occidentale[9].
- En 2017, elle a reçu un doctorat honorifique en mathématiques de l'université du Queensland, en Australie.
- En 2018, elle a reçu un doctorat honorifique de l'université de Primorska, en Slovénie[10].
- En 2019, elle a reçu le Prix du Premier ministre pour les sciences (en)[11].
- En 2020, elle est boursière invitée Kirk à l'Institut Isaac Newton de Cambridge.
- En 2021, elle est la première lauréate de la médaille Ruby Payne-Scott de l'Académie des sciences australienne [12].

Depuis 2014, le Women in Mathematics Special Interest Group de l'Australian Mathematical Society décerne les Cheryl E. Praeger Travel Awards à des mathématiciennes. Depuis 2017, l'Australian Mathematics Trust décerne la médaille Cheryl Praeger aux meilleures candidates féminines du concours australien de mathématiques.  
Praeger a également adhéré à la Combinatorial Mathematics Society of Australasia, à l'Institut de combinatoire et ses applications, à l'Australian Mathematics Trust, à l'American Mathematical Society et à la London Mathematical Society. Ses affiliations passées ne se sont pas limitées au monde universitaire.

## Autres activités
Elle a également été membre du Curriculum Development Centre de la Commonwealth Schools Commission, du Premier Minister's Science Advisory Council, du WISET Advisory Committee auprès du Federal Minister for Science on participation of women in Science, Engineering, and Technology, UWA Academy of Young MathematiciansLectures, tutrice du cours d'enrichissement des mathématiques de l'école de l'Australie occidentale et analyse de données Australia Pty Ltd. Elle a également siégé à la Fédération australienne des femmes universitaires (en) (branche de l'Australie-Occidentale) et au Nedlands Primary School Council. Entre 1992 et 2019, elle a été membre du conseil d'administration de l'Australian Mathematics Trust. De 2001 à 2019, elle a présidé le comité australien des Olympiades mathématiques. 
Entre 2007 et 2014, elle a été membre du comité exécutif de l'Union mathématique internationale et entre 2013 et 2016 vice-présidente de la Commission internationale de l'enseignement mathématique. 
Entre 2014 et 2018, elle a été secrétaire aux affaires étrangères de l'Académie australienne des sciences. Praeger a été élue membre « at Large » du conseil d'administration de l'Association des académies et des sociétés des sciences d'Asie (AASSA) pour 2016-2018 et a accepté une invitation à présider le comité AASSA des femmes en sciences et en génie (WISE ). Elle est membre du comité exécutif de l'Inter Academy Partnership - Science, 2017-19. 
Praeger encourage également la participation des femmes aux mathématiques en encourageant les filles dans les écoles primaires et secondaires en donnant des conférences et en participant à des ateliers, et par le biais du Family Maths Program Australia (FAMPA), qu'elle a joué un rôle clé dans la mise en œuvre dans les écoles primaires locales.

## Recherches
Les recherches clés de Praeger portent sur la théorie des groupes et la combinatoire, y compris l'analyse de la complexité des algorithmes, les mathématiques discrètes et la géométrie. Elle a été publiée pour la première fois en 1970 alors qu'elle était encore en premier cycle. En janvier 2020, elle comptait 412 publications au total. 
Elle a co-écrit plusieurs articles sur les graphes symétriques et les graphes distance-transitifs avec Tony Gardiner (en). Elle a également co-écrit plusieurs articles avec Peter Cameron, y compris la preuve de la conjecture de Sims, émise par Charles C. Sims en 1968, en 1983. 
Avec Jan Saxl et Martin Liebeck, elle a co-écrit des articles sur de nombreux sujets, notamment : les groupes de permutation, les groupes de permutation primitifs (en), les groupes simples et les groupes presque simples. Ensemble, ils ont co-écrit « On the O'Nan Scott Theorem for primitive permutation groups ». Elle concerne la classification des groupes simples finis, à savoir la classification des groupes de permutation primitifs finis. L'article contient une preuve complète et autonome du théorème. Praeger a ensuite généralisé le théorème d'O'Nan–Scott (en) à des groupes quasi primitifs.

## Publications
- (en) Cheryl Praeger, Martin Liebeck et Jan Saxl, The maximal factorizations of the finite simple groups and their automorphism groups, American Mathematical Society, 1990 (présentation en ligne).
- (en) Cheryl Praeger et Leonard Soicher, Low rank representations and graphs for sporadic groups, Cambridge University Press, 1997 (présentation en ligne).
- (en) Cheryl Praeger, Jason Fulman et Peter Neumann, A generating function approach to the enumeration of matrices in classical groups over finite fields, American Mathematical Society, 2005.
- (en) Cheryl Praeger, Martin Liebeck et Jan Saxl, Regular subgroups of primitive permutation groups, American Mathematical Society, 2010 (présentation en ligne).
- (en) Cheryl Praeger et Csaba Schneider, Permutation Groups and Cartesian Decompositions, Cambridge University Press, 2018 (présentation en ligne).

## Vie privée
En août 1975, elle a épousé John Henstridge à Brisbane. Ils ont deux enfants, James (1979) et Tim (1982).  
En plus de détenir un doctorat en mathématiques, elle détient également un Associate in Music, Australia (en) (AMusA) en interprétation de piano et est membre du Collegium Musicum de l'Université d'Australie-Occidentale. Elle est membre de l'Église unifiée d'Australie, paroisse de Nedlands depuis 1977, a travaillé comme « elder » de 1981 à 1987 et comme organiste depuis 1985. Elle répertorie la musique pour clavier parmi ses intérêts les plus forts, ainsi que la voile, la randonnée et le vélo. 